# Denise Jallais
Denise Jallais, ou Denise Dubois-Jallais, née le 13 novembre 1930 à Saint-Nazaire et morte le 13 juin 2020 à Paris, est une journaliste et poétesse française.

## Biographie
Elle fait ses études pendant la guerre au couvent de Saint-Gildas-des-Bois puis au lycée Guist'hau (Nantes), puis au lycée Camille-Sée (Paris), et enfin au lycée Manon-Roland (La Baule-les-Pins) après la guerre. Dès 17 ans, elle se fait remarquer par Aragon et Elsa Triolet et publie ses premiers poèmes dans Les Lettres françaises. Elle publie ensuite trois recueils de poésie aux éditions Seghers de 1952 à 1956 dont son poème Berceuse pour mon enfant mort, traduit dans le monde entier. Certains de ses poèmes sont mis en musique par Joseph Kosma.
En août 1956, elle réagit à une enquête du journal Elle sur les femmes au foyer par une lettre qui démontre qu'on peut avoir deux enfants et écrire de la poésie. Cette lettre cri du cœur va être à l'origine du lancement par le journal d'un grand concours de lectrices-rédactrices dont elle est la première à être publiée. À cette occasion, elle fait la couverture du journal, photographiée par Jean-Loup Sieff et un grand article illustré sur sa vie à La Baule lui est consacré. C'est le démarrage d'une carrière de 30 ans au magazine Elle, d'abord comme rédactrice de textes de mode puis comme grand reporter. Elle écrit aussi une chronique hebdomadaire Lettre à Albertine, qui durera de nombreuses années.
Durant les années 1980 et après son départ de Elle, elle collabore à Marie-Claire, Vogue, Femme pratique, Femmes d'aujourd'hui, Le Jardin de Modes, Cosmopolitain et L'Égoïste, où elle écrit des chroniques et rénove le style des critiques de parfum. Elle reçoit à plusieurs reprises le prix Jasmin, créé en 1983 à l’initiative du comité français du parfum. Il distingue les journalistes, les photographes ou illustrateurs qui, au cours de l’ année, expriment avec sensibilité, qualité et originalité l’univers du parfum.
À côté de sa vie de journaliste, elle continue de publier des poèmes, en 1966 aux éditions Guy Chambelland, puis en 1976 chez Stock, où sont rassemblés la plupart de ses poèmes et des inédits. Elle reçoit cette même année le prix Louise-Labé pour l'ensemble de son œuvre. Elle est également publiée au Japon.
De 1974 à 1987, elle publiera aussi trois livres documents sur des femmes leaders, Nicole Corbassière, handicapée à la suite d'un accident de voiture, Hélène Lazareff, fondatrice de Elle et Mounia, top modèle de Saint-Laurent.
En 1995, elle publie son premier roman, qui obtient le Prix Culture et Bibliothèques pour tous (prix national des bibliothécaires)
Elle se marie à 18 ans à Michel Dubois puis en 1960 à Albert Palle. Elle est mère de cinq enfants dont le premier est mort à la naissance.
La mort de Denise Jallais est annoncée le 16 juin 2020. Elle est inhumée dans le cimetière de Passy.

## Œuvres
- Matin triste (Seghers 1952)
- L'arbre et la terre (Seghers 1954), prix Amélie Murat 1955
- Les couleurs de la mer (Seghers 1956)[7]
- Pour mes chevaux sauvages (Guy Chambelland 1966)
- Poèmes de vie (plaquette pour enfants L'école des loisirs 1977)
- Exaltation de la vie quotidienne (Stock 1976)
- La Lionne assise, entretiens avec Nicole Corbassière (Stock 1974)[8]
- La tsarine : Hélène Lazareff et l'aventure de ELLE (Laffont 1984)[9]
- Princesse Mounia (Laffont 1987)
- Venise, juste en face (Laffont 1995)[10]

## La journaliste
Comme rédactrice de textes de mode, elle participe aux émissions Dim, Dam, Dom et Femmes d'aujourd'hui. Comme grand reporter à Elle, elle couvre les grands sujets de société pendant une vingtaine d'années, réalise des portraits, écrit des chroniques, suit plusieurs voyages présidentiels (Pompidou en Afrique ou Giscard en Iran). Quelques références de sa longue collaboration au magazine féminin :
- « Un cheval blanc », Elle du 7 février 1964[11] ;
- « Une mère de famille raconte à Denise Dubois-Jallais comment elle s’est résolue à avorter », Elle du 13 novembre 1972 ;
- « Chez les Rezvani », par Denise Dubois-Jallais (ses articles étaient signés de ce nom), Elle, 1977 ;
- Elle interviewe Martin Gray dans l'émission L'Homme en question sur FR3 (1976)[12].

Elle est invitée dans l'émission Apostrophes de Bernard Pivot le 23 mars 1984 pour présenter son livre sur Hélène Lazareff, La tsarine.

### Anthologies
- La jeune poésie. 1956. Librairie Les Lettres.
- Poésie féminine contemporaine (Librairie Saint-Germain des Près, 1969 réactualisée en 1987 en Poésie féminine d'aujourd'hui.
- Anthologie de la poésie féminine contemporaine présentée par Jean Breton, 1974
- (en) An encyclopedia of continental women writers par Katharina M. Wilson, Garland Publishing Inc, New-York et Londres 1991
- Quand les femmes parlent d'amour. Une anthologie de la poésie féminine, Le Cherche Midi, 2016, par Françoise Chandernagor -   (ISBN 978-2-749-11715-7)
- La Famille, collectif paru en 2009 dans la collection Poésie Jeunesse de Gallimard
- Dictionnaire littéraire des femmes de langue française de Christiane P. Makward et Madeleine Cottenet Hage, Agence de la Francophonie, Éditions Khartala
- (en) In the Midst of Winter : Selections from the Literature of Mourning, Marie Jane Moffat, 1982, Random House
- Compositeurs suisses d'œuvres chorales, Fondation Suisa pour la Musique, Hug 1999 (poème Week-end adapté en œuvre chorale)
- Alvaro Cunqueiro, traductor par Xesus Gonzalez Gomez, Fundacion Caixa Galicia 1990 (traduction de poèmes en espagnol)

### Études biographiques et analyses des textes
- ELLE : un outil d'émancipation de la femme entre journalisme et littérature 1945-60? de Karine Grandpierre
- Lien avec portrait réalisé par Gottlieb-dit-Aram
- Visages de la littérature féminine d'Évelyne Wilwerth, Pierre Mardaga Éditeur, Bruxelles
- Illustrations de poèmes
- (en-US) Poetry by French women 1930-1980, Evalyn P. Gil, Green River Press 1980, Californie
- Histoire de la Poésie française du XXesiècle, tome 3. Robert Sabatier, de l'Académie Goncourt, 1988, Albin Michel